# فيرمن بالبوينا
فيرمن بالبوينا (بالإسبانية: Fermín Balbuena)‏ هو لاعب كرة قدم ومدرب كرة قدم باراغواياني في مركز الوسط، ولد في 7 يوليو 1962 في أسونسيون في باراغواي. لعب مع أوليمبيا أسونسيون.

## وصلات خارجية
- فيرمن بالبوينا على موقع الاتحاد الأوربي (الإنجليزية)
- فيرمن بالبوينا على موقع قاعدة بيانات كرة القدم.إي يو (الإنجليزية)
- فيرمن بالبوينا على موقع ناشيونال فوتبول تيمز (الإنجليزية)